# Pagurotanais bouryi
Pagurotanais bouryi is een naaldkreeftjessoort uit de familie van de Pagurapseudidae. De wetenschappelijke naam van de soort is voor het eerst geldig gepubliceerd in 1918 door Bouvier.